# Huis Hannover
Het huis Hannover was het koninklijk huis van Groot-Brittannië en Ierland van 1714 tot 1801 en het koningshuis van het Verenigd Koninkrijk van Groot-Brittannië en Ierland van 1801 tot 1901. Daarnaast regeerde de dynastie ook tot 1866 over het keurvorstendom en (vanaf 1815) koninkrijk Hannover en het vorstendom Brunswijk-Wolffenbüttel, later hertogdom Brunswijk in Noordwest-Duitsland.
Het huidige hoofd van het geslacht Hannover is Ernst August (V) van Hannover (geboren 1954). Hij is getrouwd met prinses Caroline van Monaco.

## Ontstaan
De stamvader van het huis was George van Brunswijk-Calenberg (1582-1641). Bij de verdeling van de bezittingen van de Welfen-dynastie in 1635 ontving hij de vorstendommen Calenberg en Göttingen. In 1636 verplaatste hij als eerste hertog van Calenberg zijn residentie naar Hannover.
Vorst Ernst August werd in 1692 na jarenlange onderhandelingen door keizer Leopold I tot keurvorst verheven. Zijn staat, officieel Brunswijk-Lüneburg geheten, werd naar de hoofdstad informeel veelal Hannover genoemd, een naam die later officieel werd.

## Groot-Brittannië
In Groot-Brittannië werd met de Act of Settlement (1701) vastgelegd dat de kinderloze koningin Anna zou worden opgevolgd door Sophia van de Palts, keurvorstin van Hannover, of haar nakomelingen. De in Den Haag geboren Sophia, een kleindochter van Jacobus I van Engeland, was op dat moment het dichtst verwante protestante familielid van Anna.
Na Anna's dood in 1714 werd Sophia's zoon George I, keurvorst van Hannover, gekroond als koning van Groot-Brittannië. Hiermee eindigde de Stuart-periode in Groot-Brittannië, en begon de Hannover-periode.
Het Huis Hannover zat tot 1901 op de troon van Groot-Brittannië en (vanaf 1801) het Verenigd Koninkrijk. In 1840 trouwde koningin Victoria met Albert, de zoon van hertog Ernst I van Saksen-Coburg-Gotha.

## Hannover
In Hannover bleef de dynastie op de troon tot 1866, eerst als keurvorst en, na het Congres van Wenen in 1815, als koning. De personele unie met het Verenigd Koninkrijk kwam tot een einde in 1837 met de dood van koning Willem IV en het aantreden van Victoria, die als vrouw volgens de in Hannover geldende Salische Wet geen aanspraak kon maken op de troon. Willems broer Ernst August I kwam hierna aan de macht in Hannover.
In 1866 verloor de dynastie de troon van Hannover toen de staat geannexeerd werd door Pruisen.

## Brunswijk
In het Duitse hertogdom Brunswijk stierf de directe lijn uit na de dood van de kinderloze hertog Willem in 1884. Willem had de Hannover-koning George V aangewezen als troonopvolger, en na Georges dood in 1878 nam zijn zoon Ernst August II, hertog van Cumberland, deze claim op Brunswijk over. Pruisen weigerde echter akkoord te gaan met een Britse royal als hertog van Brunswijk, tenzij die trouw aan Duitsland zou zweren. Na lange onderhandelingen, die uiteindelijk tot niets leidden, werd Albrecht van Pruisen in 1885 aangewezen als Pruisische regent van Brunswijk.
In 1913 trouwde Ernst August III, de zoon van Ernst August, met Victoria Louise, een dochter van de Duitse keizer (en Pruisische koning) Wilhelm II. Ernst August III werd datzelfde jaar benoemd tot hertog van Brunswijk. In de Eerste Wereldoorlog streed hij aan Duitse zijde aan het front in Frankrijk. In 1917 nam de Britse koning George V hem en zijn nakomelingen de titel prins van Groot-Brittannië en Ierland af. De Novemberrevolutie (1918) dwong hem uiteindelijk - net als alle andere Duitse vorsten - tot aftreden.

## Monarchen

### Groot-Brittannië en Ierland
- 1714 – 1727: George I
- 1727 – 1760: George II
- 1760 – 1801: George III

### Verenigd Koninkrijk
- 1801 – 1820: George III
- 1820 – 1830: George IV
- 1830 – 1837: Willem IV
- 1837 – 1901: Victoria

### Hannover
- 1815 – 1820: George III (in 1815 werd Hannover verheven tot koninkrijk)
- 1820 – 1830: George IV
- 1830 – 1837: Willem IV
- 1837 – 1855: Ernst August I
- 1855 – 1866: George V (in 1866 werd Hannover geannexeerd door Pruisen)

- Gemeinsame Normdatei: 130326623
- Library of Congress Control Number: sh86003357
- Nationale Bibliotheek van Tsjechië: jx20081030025
- Nationale Bibliotheek van Israël: 987007291192505171
- Virtual International Authority File: 77418571
- WorldCat: E39PCjrQy9KcFVxBqVbcKd8Wfy